# Поромбкі (Келецький повіт)
Поромбкі (пол. Porąbki) — село в Польщі, у гміні Беліни Келецького повіту Свентокшиського воєводства.
Населення — 701 особа (2011).
У 1975-1998 роках село належало до Келецького воєводства.

## Демографія
Демографічна структура на день 31 березня 2011 року:
|          | Загалом | Допрацездатний вік | Працездатний вік | Постпрацездатний вік |
| -------- | ------- | ------------------ | ---------------- | -------------------- |
| Чоловіки | 354     | 86                 | 239              | 29                   |
| Жінки    | 347     | 82                 | 204              | 61                   |
| Разом    | 701     | 168                | 443              | 90                   |